# Thomas Ambrose Tschoepe
Thomas Ambrose Tschoepe (* 17. Dezember 1915 in Pilot Point, Texas, USA; † 24. Januar 2009 in Dallas, Texas) war römisch-katholischer Bischof von Dallas.

## Leben
Thomas Ambrose Tschoepe studierte Katholische Theologie und Philosophie am  Pontifical College Josephinum in Columbus, Ohio. Am 30. Mai 1943 empfing er in Worthington, Ohio, die Priesterweihe. Er war Pfarrer in Sherman, Fort Worth, und Dallas, später wurde er Kanzler und Generalvikar des Bistums Dallas. 1962 wurde er zum Monsignore ernannt.
Papst Paul VI. ernannte ihn am 12. Januar 1966 zum zweiten Bischof des Bistums San Angelo. Die Bischofsweihe spendete ihm der Bischof von Dallas, Thomas Kiely Gorman, am 9. März desselben Jahres; Mitkonsekratoren waren Leo Aloysius Pursley, Bischof von Fort Wayne, und Lawrence Michael De Falco, Bischof von Amarillo.
Am 27. August 1969 wurde er zum fünften Bischof von Dallas ernannt. Die Amtseinführung fand am 29. Oktober desselben Jahres statt. In seiner Amtszeit wurde 1987 das Bistum Tyler gegründet, aus dem Bistum Dallas wurden 21 Landkreise dem neuen Bistum eingegliedert. 
Papst Johannes Paul II. gab seinem Rücktrittsgesuch am 14. Juli 1990 statt, dem 100. Jahrestag der Gründung des Bistums Dallas durch Papst Leo XIII.